# Olga de Montenegro
Olga Petrović-Njegoš (em sérvio: Олга Петровић Његош; romaniz.: Olga Petrović-Njegoš; Veneza, 19 de março de 1859 – Idem, 21 de setembro de 1896) foi uma princesa montenegrina, sendo a única filha de Daniel I
Príncipe do Montenegro e sua esposa, Darinka Kvekić.

## Biografia

### Início de vida

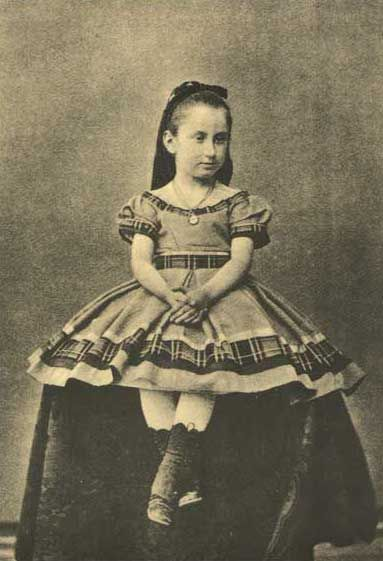
Foto da princesa Olga de Montenegro quando criança, tirada em Veneza, Itália (década de 1860)

Olga nasceu em 19 de março de 1859 em Veneza, como membro da casa de Petrović-Njegoš, família governante do Principado de Montenegro desde 1697. Ela era a única filha de Daniel I, Príncipe do Montenegro e sua esposa, Darinka Kvekić. O czar Alexandre II da Rússia foi o padrinho de batismo de Olga.

### Vida no exterior
Em 1860, o pai de Olga morreu e foi sucedido por seu primo Nicolau I. Em 1867, ela deixou Montenegro com sua mãe e se estabeleceu em Veneza. A princesa Olga foi descrita como muito bonita e como uma personalidade tímida e de temperamento doce. De acordo com a vontade de seu pai, Olga foi colocada sob a tutela de sua mãe até atingir a idade de dezoito anos e, depois disso, ela deveria receber a herança e as terras de seu pai. No entanto, Nicolau I não deu permissão a ela ou sua mãe para retornar a Montenegro novamente depois que eles partiram, então ela nunca foi capaz de assumir o controle de sua herança. Alegadamente, ela não tinha nenhuma lembrança de Montenegro. Não tendo nenhuma propriedade real, mas ainda de nascimento real, ela permaneceu solteira, pois era esperado que ela se casasse com um membro da realeza, mas sua falta de importância dinástica ou propriedade nunca a tornou valiosa no mercado de casamento real. Ela se destacou em línguas, falava-as perfeitamente, mas com o mesmo leve sotaque estrangeiro. Após a morte de sua mãe, ela continuou vivendo em Veneza, cercada por seus primos maternos, mas visitava frequentemente a Rússia, às vezes na companhia de seu primo paterno, Nicolau I de Montenegro.

### Morte

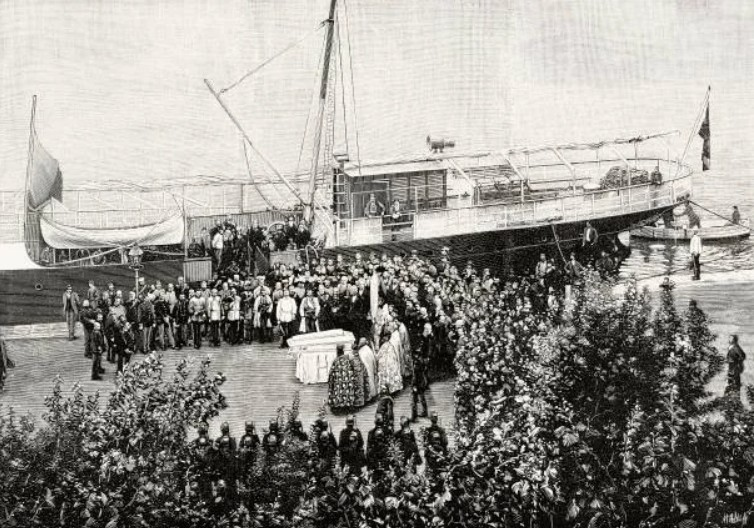
O caixão da princesa Olga chegando de Veneza a Kotor

Com a pensão, concedida a ela por Alexandre II da Rússia, ela viveu confortavelmente em Veneza, onde morreu solteira e sem filhos. Durante os últimos dias de sua longa doença, o príncipe Tomás, Duque de Gênova, passou a telegrar diariamente sobre sua saúde, enquanto o príncipe Vítor Emanuel, Conde de Turim, a visitava com frequência quando retornava de suas manobras militares na Alemanha.
Ela morreu em Veneza em 21 de setembro de 1896. Seu caixão foi transferido primeiro de Veneza para Kotor, na época parte do Império Austro-Húngaro e depois para Montenegro, onde seus restos mortais foram enterrados ao lado de sua mãe e pai, no Mosteiro de Cetinje. O funeral da princesa Olga foi assistido por todos os membros da família real montenegrina e todo o corpo diplomático. Uma coroa especial de flores frescas foi enviada da Itália pela rainha Margarida, que posteriormente seria sogra de sua prima Helena de Montenegro.